# レグ・アームストロング
レグ・アームストロング（Reginald (Reg) Armstrong、1926年 - 1979年11月）は、イギリス・イングランドマージーサイド州リヴァプール出身のオートバイレーサー。ロードレース世界選手権で多くのチームに属して出場、またマン島TTレースでも活躍した。引退後はホンダのチームマネージャーに就任し、計5つの世界チャンピオン獲得に貢献した。その後NSU・ホンダ・オペルのエージェントなども努めていた。

## 生涯

### キャリア初期
リバプールで生まれダブリンで育つ。アイルランド人の両親は決して裕福ではなかったが、父親はダブリンでエンジン製造業を営んでいたため、レグが始めたオートバイレース活動を支援できた。同様に援助を受けていた従兄弟のヘンリー・リンゼイとともに軍に加わったレグは、補給部隊に属している間ノートン『16H』を駆りながら、この従兄弟から操作技術を学んだ。
1946年、北アイルランド・ダウン県バンゴール城で開催されたレースに戦前のマンクス・ノートンのマシンを持ち込み、初出場した。次のアントリム中部で開催されたハンディキャップ・レースでは5位に入った。続くスケリーズ(Skerries 100)では完走とならなかったが、彼は果敢にマンクス・グランプリにエントリーするが、18歳の誕生日が丁度レース当日であったため、規定により出場できなかった。翌年には500ccエンジンを借り受けてノートンのシャーシに搭載しマンクス・グランプリに出場したが、目だった成績は挙げられなかった。
1948年、スケリーズ100にはトミー・アルターのAJS『7R』で出場し活躍したレグは、従兄弟のハリーの力添えを受けてトライアンフのGPモデルを手に入れてクックスタウンでのレース(Cookstown 100)に出場し、74.79mphのファーステストラップを記録した。翌年に彼は、この速度記録を75.84mphまで更新した。

### 世界GP
レグの速さに目をつけたAJSは『Porcupine』を提供し、それを得て彼はアンスティーのレースで4位につけた。この結果を受けてAJSとレグは1949年のロードレース世界選手権350ccクラス出場についての契約を交わした。この年、レグはスイスGP4位、オランダPGとベルギーGPで5位、アルスターGP3位、イタリアGP6位にそれぞれつけた。全戦で優勝したベロセットのフレディー・フリースには及ばなかったが、彼は18ポイントを獲得して年間ランキング2位を得た。
翌年はロードレース世界選手権にエントリーせず、僅かにマン島セニアTTレースにベロセットを駆って出場し、6位となった程度の戦跡しか残していない。しかし、1951年にはふたたびロードレース世界選手権にAJSから返り咲き、500ccクラスで年間6位、350ccクラスで年間7位となった。評価を高めたレグは翌年の契約をノートンと交わした。そのシーズンオフに、スタンリー・ウッズ(en)と連れ立ってスイスにスキー旅行に出かけたが、そこで二人とも怪我をしてしまい、脛骨の骨折が癒えるまでの2ヶ月間当地に足止めを食らってしまった。
治療はシーズン開幕に間に合い、1952年には契約どおりノートンから500ccと350ccの2クラスにエントリーした。第2戦マン島TT500ccクラスでレグはGP初優勝を遂げ、ドイツGPでも優勝を飾り、年間ランキング3位に食い込んだ。350ccクラスでもドイツGP勝利を含む24ポイントを得て年間2位となった。
1953年以降は、マシンをジレラとNSUに乗り換え複数のクラスに出場した。彼は1956年まで出場を続けた。

### 引退、そしてチームマネージャーへ
1956年当時、レグは故郷のアイルランドでNSUとホンダのエージェントを勤めていた。彼はビジネスが忙しくなり、同年でライダーとしては引退を決めた。ただしその後もNSUのマシンを多くの有力ライダーへ提供する形でレース界との関わりを維持した。
1962年、ホンダはレグにレーシングチームのマネージャー就任を要請、彼はこれを受けた。この年、ホンダは3クラスで世界チャンピオンを得、翌年も2クラスを制覇した。
一方で、ダブリンのRingsendに所有していた工場が組み立て事業をNSUからオペルに切り替え、レグもまたオペルのエージェントとなった。そのようなこともあり、1964年に彼は自動車レースにも出場した。また彼はクレー射撃もこなし、1978年に韓国で開催された世界選手権にもアイルランド代表として出場した。
1979年11月、レグはアシュフォードの自宅に戻る途上、交通事故で亡くなった。52歳だった。

## 戦歴

### ロードレース世界選手権
1949年のポイントシステム
| 順位     | 1  | 2 | 3 | 4 | 5 | ファステストラップ |
| ポイント | 10 | 8 | 7 | 6 | 5 | 1                  |

1950年から1968年までのポイントシステム
| 順位     | 1 | 2 | 3 | 4 | 5 | 6 |
| ポイント | 8 | 6 | 4 | 3 | 2 | 1 |

- 凡例
- ボールド体のレースはポールポジション、イタリック体のレースはファステストラップを記録。

| 年   | クラス | チーム     | 1      | 2     | 3      | 4     | 5     | 6     | 7     | 8     | 9     | ポイント | 順位 | 勝利数 |
| ---- | ------ | ---------- | ------ | ----- | ------ | ----- | ----- | ----- | ----- | ----- | ----- | -------- | ---- | ------ |
| 1949 | 350cc  | AJS        | IOM 5  | SWI - | NED -  | BEL 4 | ULS - | ITA 3 |       |       |       | 18       | 2位  | 0      |
| 1949 | 500cc  | AJS        | IOM 7  | SWI - | NED -  | BEL - | ULS - | ITA - |       |       |       | 0        | -    | 0      |
| 1950 | 350cc  | ベロセット | IOM NC | BEL - | NED 5  | SWI 4 | ULS 2 | ITA - |       |       |       | 11       | 5位  | 0      |
| 1950 | 500cc  | ベロセット | IOM 6  | BEL - | NED -  | SWI - | ULS - | ITA - |       |       |       | 1        | -    | 0      |
| 1951 | 350cc  | ノートン   | SPA -  | SWI 3 | IOM 23 | BEL - | NED - | FRA 5 | ULS 4 | ITA 5 |       | 11       | 7位  | 0      |
| 1951 | 500cc  | ノートン   | SPA -  | SWI 2 | IOM NC | BEL 4 | NED - | FRA - | ULS - | ITA - |       | 9        | 6位  | 0      |
| 1952 | 350cc  | ノートン   | SWI 3  | IOM 2 | NED 4  | BEL 3 | GER 1 | ULS 2 | ITA - |       |       | 24       | 2位  | 1      |
| 1952 | 500cc  | ノートン   | SWI -  | IOM 1 | NED 4  | BEL - | GER 1 | ULS - | ITA 6 | SPA 5 |       | 22       | 3位  | 2      |
| 1953 | 125cc  | NSU        | IOM -  | NED - |        | GER - |       | ULS 3 |       | ITA - | SPA - | 4        | 9位  | 0      |
| 1953 | 250cc  | NSU        | IOM -  | NED 3 |        | GER - |       | ULS 1 | SWI 1 | ITA 4 | SPA - | 23       | 2位  | 2      |
| 1953 | 500cc  | ジレラ     | IOM 3  | NED 2 | BEL 3  |       | FRA 2 | ULS 4 | SWI 3 | ITA 4 | SPA - | 24       | 2位  | 0      |
| 1954 | 250cc  | NSU        | FRA -  | IOM 3 | ULS -  |       | NED - | GER - | SWI - | ITA - |       | 4        | 9位  | 0      |
| 1954 | 500cc  | ジレラ     | FRA -  | IOM 4 | ULS -  | BEL - | NED - | GER 3 | SWI 3 | ITA 5 | SPA - | 13       | 5位  | 0      |
| 1955 | 500cc  | ジレラ     | SPA 1  | FRA 3 | IOM 2  | GER - | BEL - | NED 2 | ULS - | ITA 2 |       | 30       | 2位  | 1      |
| 1956 | 500cc  | ジレラ     | IOM -  | NED - | BEL -  | GER 1 | ULS - | ITA 4 |       |       |       | 11       | 5位  | 1      |